# The Family of Man

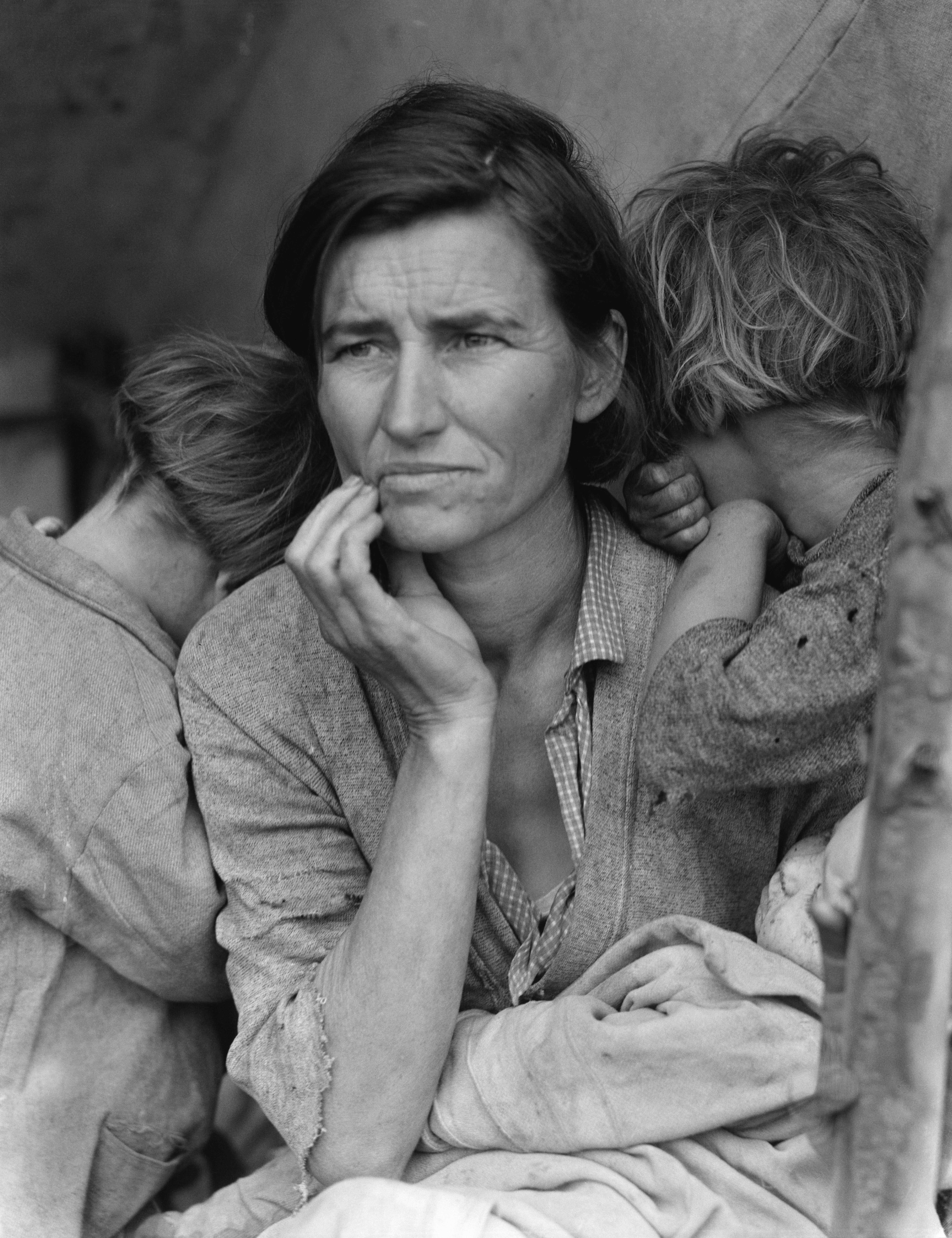
Migrant Mother av Dorothea Lange. Bilden avbildar Florence Owens Thompson i Kalifornien 1936.

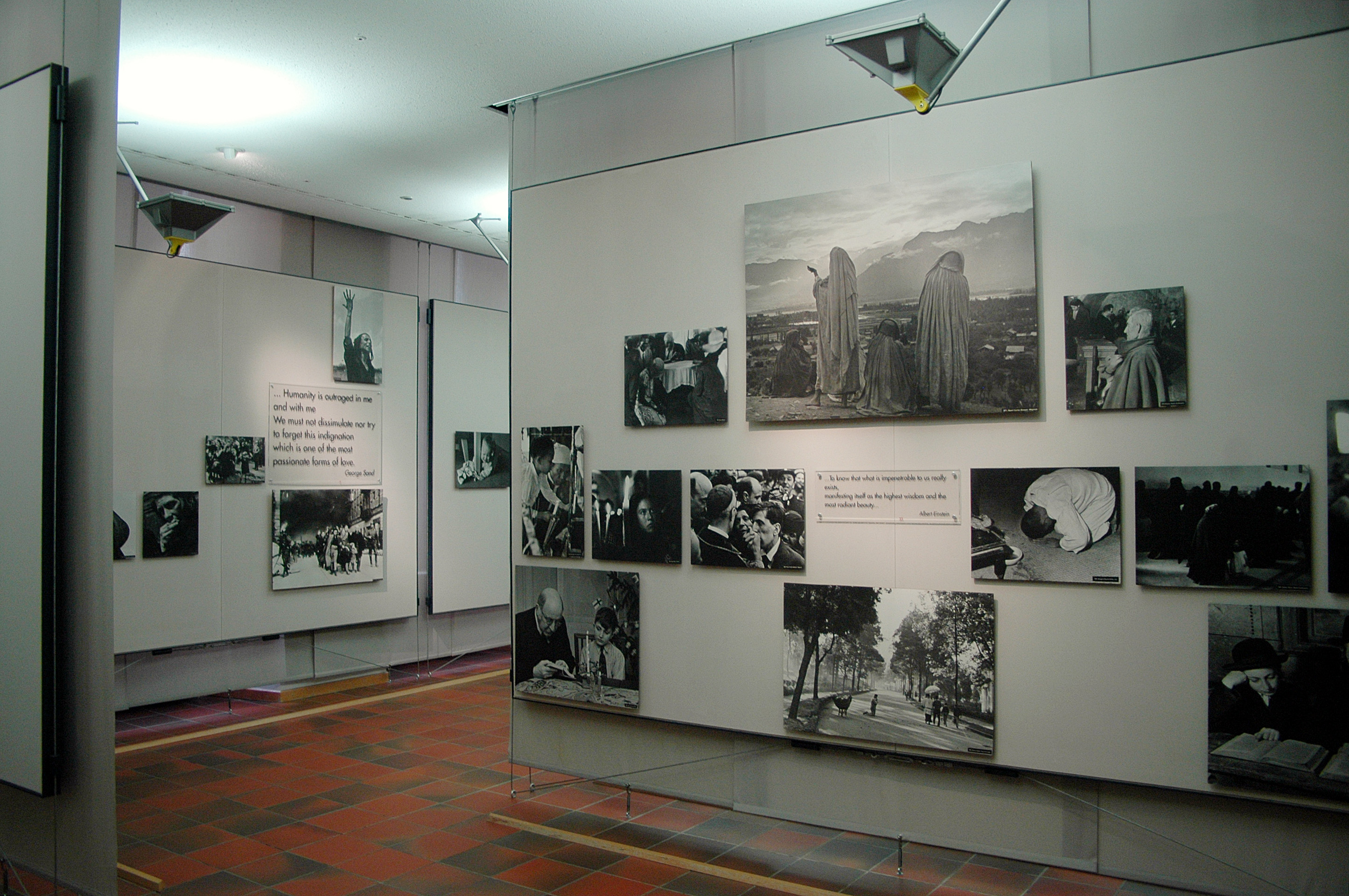
Utställningen på Clervaux slott i Luxembourg

The Family of Man är en fotoutställning, som först visades på Museum of Modern Art i New York 1955.
The Family of Man benämndes av Museum of Modern Art "historiens [dittills] mest omfattande fotoutställning" och visade 503 bilder av 273 fotografer, bland andra av Henri Cartier-Bresson, Robert Capa, Bill Brandt, Robert Doisneau och Dorothea Lange. Av svenska fotografer visades bilder av K.W. Gullers, Hans Hammarskiöld, Caroline Hebbe-Hammarskiöld, Hans Malmberg, Lennart Nilsson, Pål-Nils Nilsson och Anna Riwkin-Brick. Det helt övervägande flertalet fotografier var tagna av samtida fotografer och var från perioden 1945–1955. Av de 503 bilderna, tagna i 68 länder, var 273 tagna av amatörfotografer.
Utställningen kuraterades av fotografen och dåvarande chefen för Museum of Modern Arts fotografiavdelning Edward Steichen, assisterad av fotografen Wayne Miller och utställningsarkitekten Paul Rudolph. Bilderna togs huvudsakligen från fotoarkivet på Life och också från Vogue och Ladies Home Journal samt fotoagenturer som Magnum, Black Star och Rapho Guillumette. Bilderna var i flertalet fall samtida och grupperades under 37 temata. Bilderna gav en skildring av upplevelserna av människor från olika kulturer från skiftande händelser i livet, som födelse, kärlek, krig, glädje, smärta, nöd och död. Det övergripande temat var historien om människans liv, vilken utspelades med en stor, bakombelyst transparent bild av en vätebombsexplosition som bakgrund, tillsammans med en bild av Förenta Nationernas stora sal. Den sista delen av utställningen bestod av bilder av glada barn. 
Edward Steichen hade som uttalat syfte med utställningen att uppvisa den grundläggande likheten mellan världens människor ("essential oneness of mankind") och skapa ett manifest för världsfred.
Utställningen visades efter New York-utställningen i ett antal olika kopior på 88 platser i 37 länder, och över 9 miljoner människor beräknas ha sett den. I Sverige visades utställningen under namnet Vi människor - The family of man på Liljevalchs konsthall i Stockholm mars-april 1957 samt därefter samma år på Svenska Mässan i Göteborg och i Helsingborg. Den visades också i bland andra Helsingfors, Oslo, Reyjkavik, Köpenhamn, Århus, Ålborg och Odense. En version har bevarats och visas permanent på Clervaux slott i Clervaux i norra Luxemburg. 
Unesco beslöt 2003 att skriva in The Family of Man i sitt register över världsminnen (Memory of the World Register).

## Bildgalleri

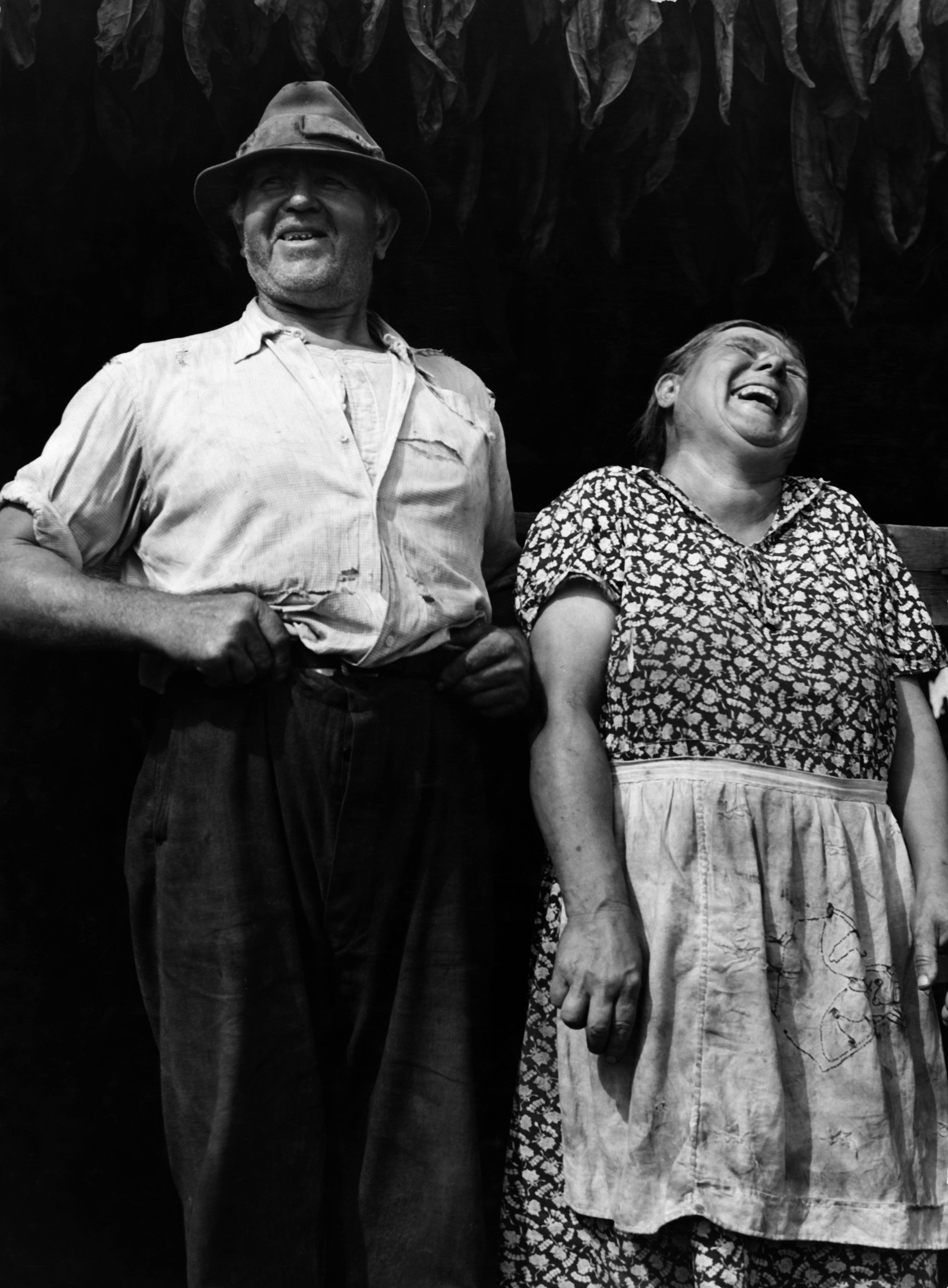
Jack Delano: Andrew Lyman med fru, polskättade tobaksodlare utanför Windsor Locks i Connecticut i USA, 1940
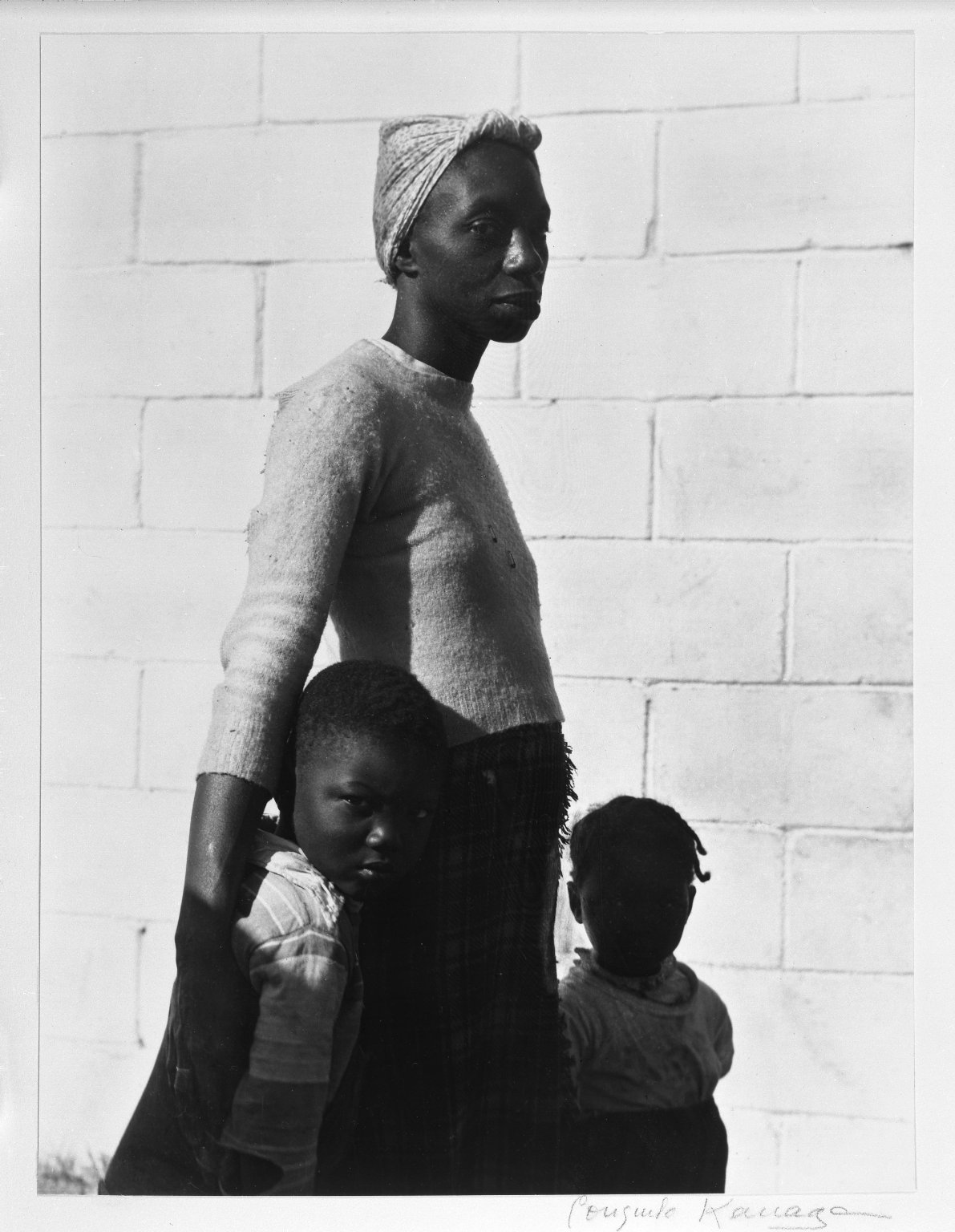
Consuelo Kanaga: Untitled (Mother with Children eller Tree of Life), Florida i USA, 1950
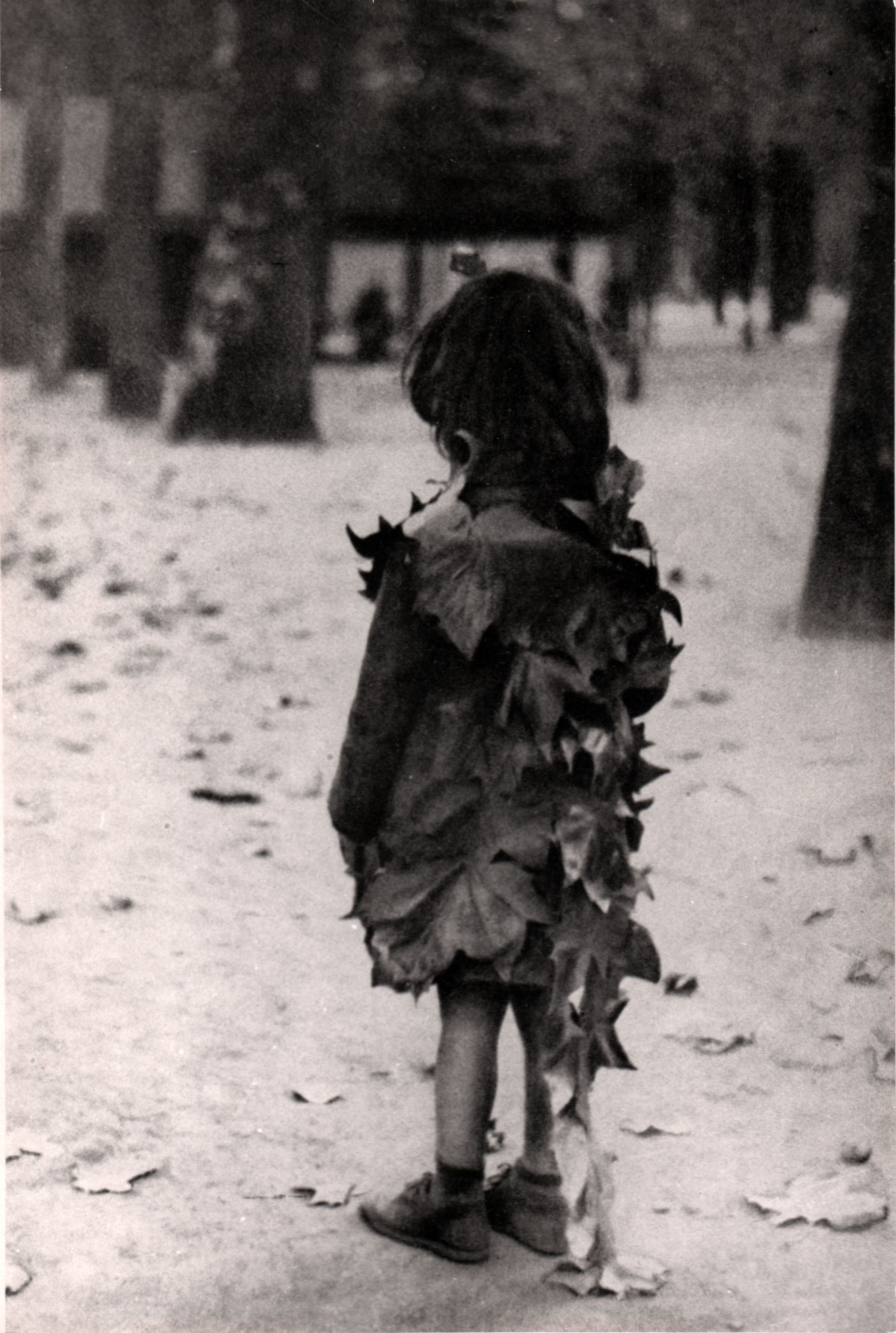
Edouard Boubat: La petite fille aux feuilles mortes, taget i Luxembourgträdgården i Paris, 1947
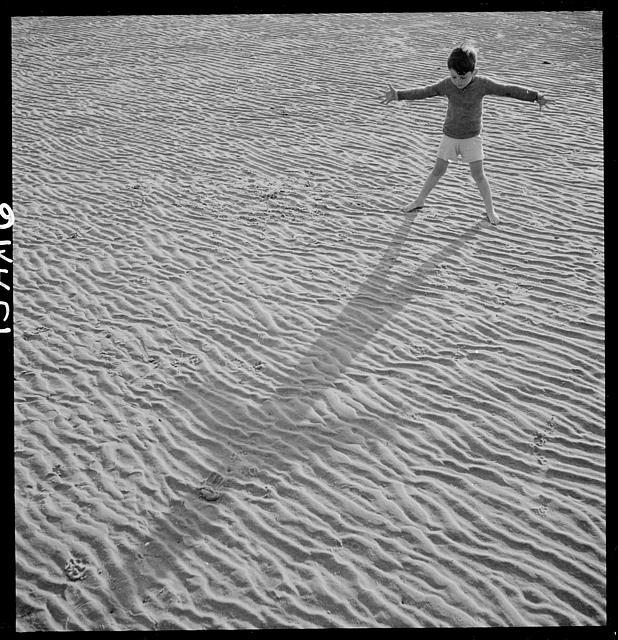
Toni Frissell: My shadow, 1944 eller tidigare

## Kritik
Utställningen var på sin tid den största fotoutställningen som arrangerats både i storlek och i geografisk omfattning. Den var också nydanande på många sätt. Den hade ett tydligt humanistiskt budskap och den hade till formen mer likhet med bildvisning i tidskrifter som Life än till traditionell hängning i konsthallar. Trots att bilderna snarare var dokumentärfotografier än konstfotografier, saknades förklarade texter och upphängningen inspirerade snarare till att se bilderna i grupper än som enskilda estetiska objekt.
Den omedelbara kritik som anslog tonen till att börja med kom från den franske filosofen Roland Barthes i essän “La grande famille des hommes” i Mythologies1957. I denna ville han avvisa Edward Steichens ansats att skapa ett universellt språk genom fotografin och anklagade honom för att fabricera en modern myt genom att arbeta med vad han kallade "konventionell humanism". Andra kritiker, som fotografen Allan Sekula fyllde på med att fördöma utställningen som ett verktyg för att sprida "amerikansk kalla kriget-liberalism". och arbeta i en neokolonialistisk anda.

## Deltagande fotografer i urval
- Ansel Adams
- Lola Álvarez Bravo
- Manuel Álvarez Bravo
- Diane Arbus
- Eve Arnold
- Richard Avedon
- Werner Bischof
- Edouard Boubat
- Margaret Bourke-White
- Mathew Brady
- Bill Brandt
- Brassaï
- Ernst Brunner
- Esther Bubley
- Wynn Bullock
- Harry Callahan
- Robert Capa
- Cornell Capa
- Lewis Carroll
- Henri Cartier-Bresson
- Edward Clark
- Jack Delano
- Robert Doisneau
- Alfred Eisenstaedt
- Elliot Erwitt
- Nat Farbman
- Andreas Feininger
- Robert Frank
- Tom Frissell
- Ernst Haas
- Hiroshi Hamaya
- Eugene Harris
- Caroline Hebbe-Hammarskiöld
- Hans Hammarskiöld
- Consuelo Kanaga
- Dorothea Lange
- Nina Leen
- Helen Levitt
- Hans Malmberg (fotograf)
- Lee Miller
- Wayne Miller
- Barbara Morgan
- Carl Mydans
- Lennart Nilsson
- Pål-Nils Nilsson
- Ruth Orkin
- Gordon Parks
- Irving Penn
- John Phillips
- Anna Riwkin-Brick
- Karl Sandels
- August Sander
- David Seymour (Chim)
- Ben Shahn
- W. Eugene Smith
- Edward Steichen
- Edward Weston